# Lichmera incana
Lichmera incana là một loài chim trong họ Meliphagidae.